# 张永宁
张永宁（1967年10月—），籍贯福建省晋江市，汉族，中国共产党党员，福建师范大学物理专业毕业，大学学历，中华人民共和国政治人物。

## 人物履歷
张永宁于1985年考入福建师范大学物理系，1989年8月毕业并回到晋江县养正中学任教，1991年10月成为国家干部，任晋江县（市）委组织部科员，并于1992年6月加入中国共产党，1996年8月任中共晋江市委组织部党群机关干部管理科科长，1996年12月成为晋江市委组织部部务会议成员，1997年10月升任晋江市委组织部副部长，并于2000年1月起兼任晋江市编委办主任。2004年1月至2006年12月升任晋江市政府副市长，2006年10月任中共晋江市委常委、宣传部部长。2009年8月任中共泉州市委副秘书长，市委办公室主任、室务会议成员。2010年2月任泉州市发展与改革委员会主任。
2011年6月任中共石狮市委书记，期间，张永宁在2015年6月被中共中央组织部授予“全国优秀县委书记”荣誉称号。2015年10月，升任泉州市政府副市长。
2016年9月28日，张永宁当选为中共泉州市委员会第十二届常务委员，2018年12月，接替已出任福建省退役军人事务厅厅长的陈奕辉担任中共泉州市委专职副书记。2021年6月，调任中共宁德市委副书记，并于6月21日在宁德市第四届人民代表大会第七次会议上当选为宁德市市长。
2025年5月20日升任中國共產黨寧德市委員會書記.

## 处分
2020年7月14日，中共福建省纪律检查委员会公布了《关于泉州市欣佳酒店“3·7”坍塌事故相关责任人员处理情况的通报》，张永宁被给予政务警告处分。